# Análipsi (Étolie-Acarnanie)
Análipsi, en grec moderne : Ανάληψη, officiellement Análipsis (grec moderne : Ανάληψις), est un village du dème de Thérmo, district régional d’Étolie-Acarnanie, en Grèce-Occidentale.
Selon le recensement de 2011, la population du village s'élève à 394 habitants.